# 砍鲨战术

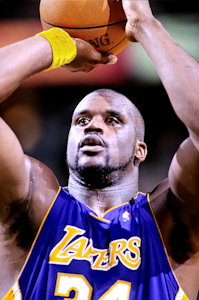
駭客戰術以沙奎尔·奥尼尔命名

駭客戰術（英語：Hack-a-Shaq）是一种篮球防守策略，以防守沙奎尔·奥尼尔而得名。
關於這個戰術的誕生，普遍的說法是由達拉斯獨行俠前主教练唐·尼爾森所創，方法是连续在对手罚球最差的队员身上犯规来遏制对手的得分，或打亂對方的布局思維。最初用来针对芝加哥公牛的丹尼斯·罗德曼，后来最著名的例子莫过于针对沙奎尔·奥尼尔，由于罚球是奥尼尔的弱點，所以被犯規後虽然获得了罚球机会，但由於命中率较低，反而可以有效地降低歐尼爾在禁區的得分。
這項戰術後來也被大量應用到有內線破壞力但罰球不佳的球員身上，例如本·华莱士、本·西蒙斯、迪韋特·侯活、德安德鲁·乔丹、安德烈·德拉蒙德；也在不同的球队战术中被运用在一部分罚球能力差的普通球员，如夸梅·布朗、布鲁斯·包溫身上，而用在包溫身上的又名為出包戰術。霍华德亦因此曾於2012-13 NBA賽季創下NBA史上單場最多罰球的紀錄（39個）。

## 歷史淵源
駭客戰術最早其實是用在威爾特·張伯倫身上，之後還因此更改規則，雖然修法之後大家仍繼續把張伯倫送上罰球線，但至少球迷無須在比賽結束前看到防守方球員追著沒持球的張伯倫滿場跑。
過了一段時間，駭客戰術漸漸退燒，因為聯盟一線中鋒的罰球普遍不錯。「海軍上將」大衛·羅賓森、哈基姆·奥拉朱旺、摩西·马龙、帕特里克·尤因的生涯罰球命中率皆達7成。

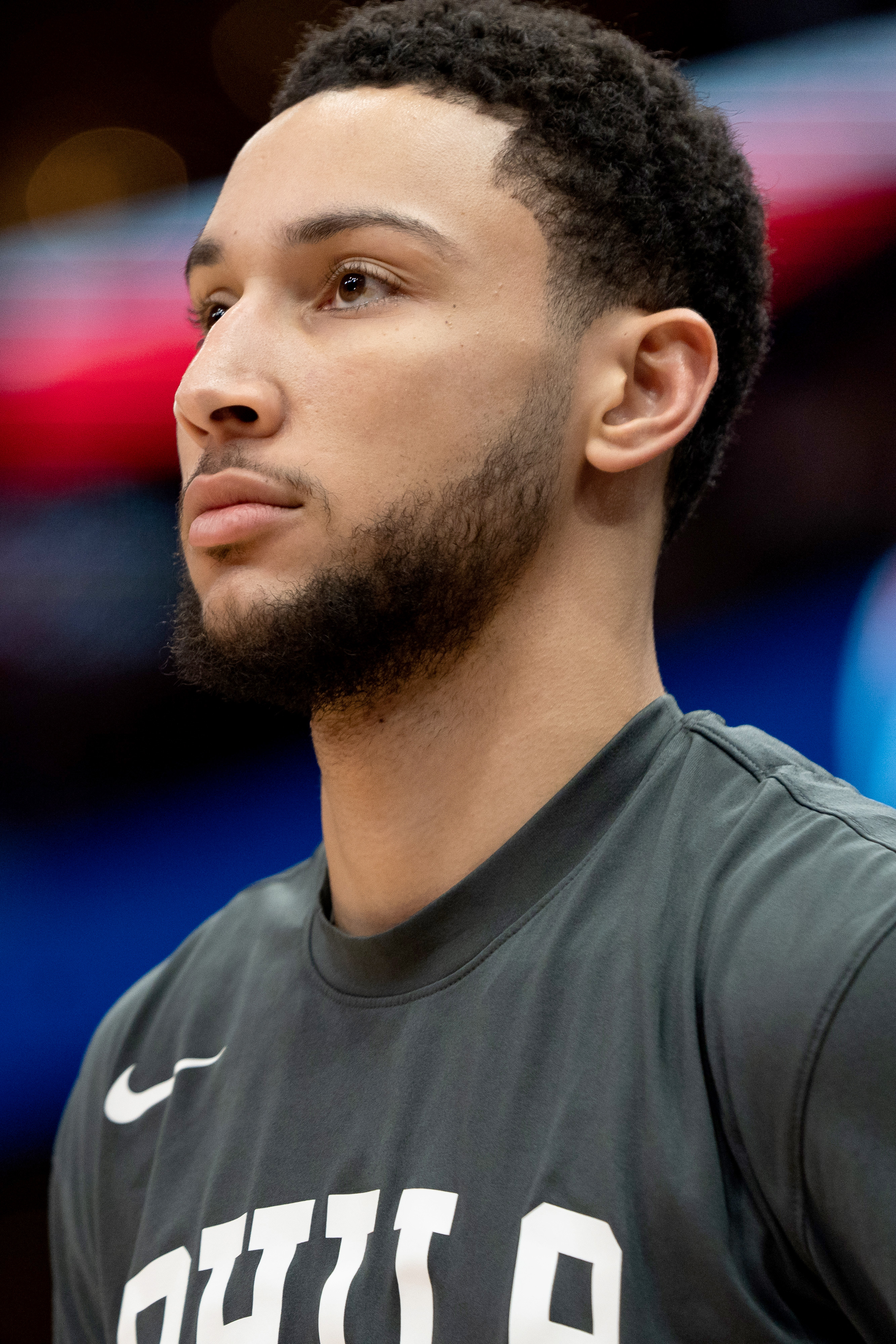
本·西蒙斯

2017年11月29日，華盛頓巫師曾經用駭客戰術把費城76人後衛本·西蒙斯送上罰球線，他在第4節得了29個罰球，並命中24個罰球。費城76人勝出比賽，西蒙斯拿下31分。
2021年，華盛頓巫師再使用駭客戰術把本·西蒙斯送上罰球線，這場比賽11罰僅有5中，命中率不到5成；而末節關鍵時刻，他只有6罰3中，最終76人落敗。2021年NBA季後賽中，本·西蒙斯的罰球命中率只有34.2%，最後76人以局數3:4被阿特蘭大鷹隊擊敗出局。

## 愛用者
除了唐·尼爾森之外，擅長使用駭客戰術的教頭還有圣安东尼奥马刺總教頭格雷格·波波維奇，與前马刺助教，先後執教亚特兰大老鹰和密爾瓦基公鹿兵符的布登霍尔泽。

## 爭議
駭客戰術成功打斷對方攻勢，並擾亂敵方布局思維，但也嚴重干涉到比賽的節奏。
歐尼爾毫無疑問是最大的受災戶，鳳凰城太陽還因為其糟糕的罰球而無法在季後賽擊敗黑衫軍馬刺，直到大鯊魚游出鳳凰城後。
2014-15 NBA賽季季後賽戰場，洛杉磯快艇中鋒德安德鲁·乔丹先是在第1轮接受聖安東尼奧馬刺的考驗，接著在西區準決賽和休士頓火箭的霍华德輪流上罰球線。賽季結束後，呼籲禁止駭客戰術的聲浪出現，但球團老闆會議打了回票。
身為愛用者之一的波波維奇教練，對這個戰術發表他的看法：
「我痛恨這個戰術。這糟透了，球迷討厭，我也不喜歡。老實說，要是有更公平的規則出現，我完全支持禁止，但這個戰術是合法存在於現有規則中。當對手有球員不會罰球，很自然的你就會想從中獲利。」
「這是一個很公平的戰術，只是我想有些醜陋。」

## 反論
針對駭客戰術，波波維奇教練還說了一句話：
「如果有球員不會罰球，那是他們的問題。我可以支持禁止駭客戰術，但你們要拿出好處來交換，比方說『我們不對你犯規，但你不可以搧我們火鍋』，或者『我們不對你的球員犯規，但你要保證他不會干擾我們球員投籃』。」
奇雲·杜蘭特也支持這項戰術，還告訴那群「受駭者」一個最簡單的破解方式：「練好罰球。」